# Bill Doolin
William "Bill" Doolin (1858, Johnson County, Arkansas – 24. august 1896, Eureka Springs, Arkansas) var en lovløs forbryder i Det Vilde Vesten i USA og også bagmanden bag Wild Bunch-banden, en lovløs bande, hvis speciale var bankrøverier og togrøverier i begyndelsen af 1890. Han var muligvis også medlem af Dalton-banden.
I marts 1893 blev Doolin gift med Edith Ellsworth i indianerterritoriet, som senere (1907) blev til staten Oklahoma. Efter brylluppet røvede han og hans bande, Wild Bunch, et tog tæt ved Cimarron i Kansas. Efter røveriet var banden nødt til at skyde sig gennem sherifferne. Doolin blev skudt i foden. Den 24. august 1896 blev han dræbt af et pistolskud affyret af den amerikanske soldat Heck Thomas i Quay i Oklahoma, hvor han og hans kone havde søgt tilflugt. 
1. ↑  Navnet er anført på engelsk og stammer fra Wikidata hvor navnet endnu ikke findes på dansk.